# 萨姆 (大西洋比利牛斯省)
萨姆（法語：Sames，法語發音：[sam]）是法国大西洋比利牛斯省的一个市镇，位于该省西北部，属于巴约讷区和巴斯克地区城市公共社区。

## 地理
萨姆（43°31'27"N, 1°9'23"W）面积13.26 平方千米，位于法国新阿基坦大区大西洋比利牛斯省，该省份为法国东南部省份，涵盖了贝阿恩与北巴斯克，西临大西洋比斯開灣，北至朗德省，东北接热尔省，东临上比利牛斯省，南与西班牙接壤。
与萨姆接壤的市镇（或旧市镇、城区）包括：阿斯坦格、奥尔特维耶勒、拉讷港、圣玛丽德戈斯、吉什。
萨姆的时区为UTC+01:00、UTC+02:00（夏令时）。

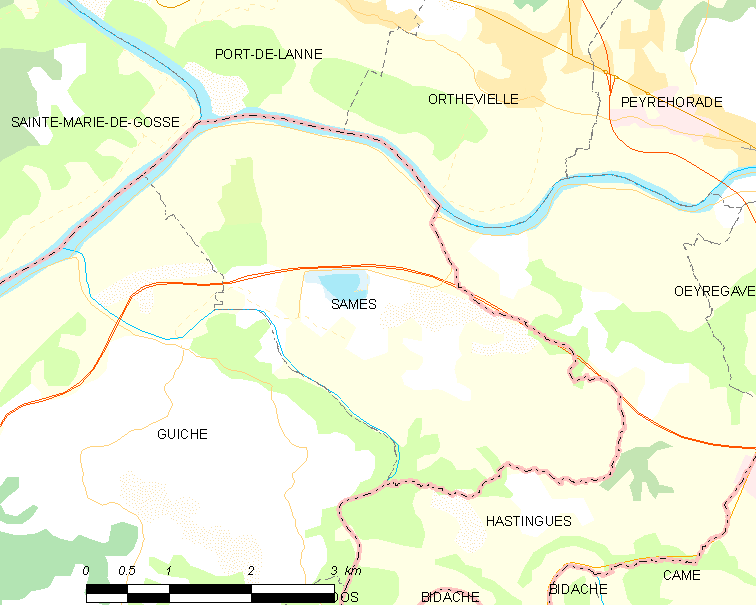
萨姆的OSM定位图

## 行政
萨姆的邮政编码为64520，INSEE市镇编码为64502。

## 政治
萨姆所属的省级选区为尼夫-阿杜尔县。

## 人口

1962-2008年间萨姆人口变化图示

萨姆于2022年1月1日时的人口数量为703人。